# Bernd Ander
Bernd Ander (* im 20. Jahrhundert (evtl. Mitte der 1940er Jahre) in Wien) ist ein österreichischer Schauspieler und Hörspielsprecher.

## Leben und Wirken
Bernd Ander arbeitete zunächst als Mechaniker und dann als Konstrukteur in der Firma seines Vaters und besuchte abends die Schauspielschule Krauss in Wien. Sein erster Theaterauftritt erfolgte 1968 in Goldonis Sommerfrische. Als langjähriges Mitglied des Ensembles des Theaters in der Josefstadt hatte er dort in der Folge unter anderen an der Seite von Maxi und Alfred Böhm oder Elfriede Ott zahlreiche Auftritte. Zu seinem Repertoire gehörten beispielsweise Jetzt nicht, Liebling! von Ray Cooney, Weekend im Paradies von Ernst Bach und Franz Arnold, Charleys Tante von Brandon Thomas, Pension Schöller von Wilhelm Jacoby und Carl Laufs, Nestroys Der böse Geist Lumpazivagabundus oder Arsen und Spitzenhäubchen nach Joseph Kesselring.
Zwischen 1966 und 1986 war er in etlichen Film- und Fernsehproduktionen zu sehen. Für den ORF wirkte er in einigen Hörspielen mit.

## Filmografie (Auswahl)
- 1966: Boccaccio (Fernsehfilm)
- 1967: Heubodengeflüster
- 1968: Was ihr wollt (Fernsehfilm)
- 1969: Bei Tag und bei Nacht (Fernsehfilm)
- 1969: Die Sommerfrische (Fernsehfilm)
- 1969: Donaugeschichten (Fernsehserie, 1 Folge)
- 1970: Der Weyland Casperl (Fernsehfilm)
- 1970: Messerköpfe (Fernsehfilm)
- 1971: Evol (Fernsehfilm)
- 1971: Herr Pfeffermaus und seine Freunde (Fernsehfilm)
- 1971: Und Jimmy ging zum Regenbogen
- 1971: Wenn der Vater mit dem Sohne (Fernsehserie, 1 Folge)
- 1974: Hallo – Hotel Sacher … Portier! (Fernsehserie, 1 Folge)
- 1976: Inspektion Lauenstadt (Fernsehserie, 4 Folgen)
- 1977: Der Zauberlehrling
- 1978: Pension Schöller (Fernsehfilm)
- 1980: Die Gräfin vom Naschmarkt (Fernsehfilm)
- 1981: Weekend im Paradies (Fernsehfilm)
- 1983–1986: Die liebe Familie (Fernsehserie, 2 Folgen)
- 1985: Der Sonne entgegen (Fernsehserie, 1 Folge)
- 1986: Das lebenslängliche Kind (Fernsehfilm)

## Hörspiele (Auswahl)
- 1970: Ernst Waldbrunn: Aber, aber, Herr Professor – Regie: Erich Schwanda
- 1973: Renke Korn: Vorstellungen während der Frühstückspause – Regie: Ferry Bauer
- 1973: Hellmut Butterweck: Wattewand – Regie: Ferry Bauer
- 1977: William Somerset Maugham: So handelt ein Gentleman – Regie: Uwe Berend
- 1989: Gene Stone: Nächsten Samstag bestimmt – Regie: Helmuth Fuschl
- 1996: Carl Zuckmayer: Der Gesang im Feuerofen – Regie: Klaus Gmeiner